# Країна особливого занепокоєння
Країна, що викликає особливе занепокоєння (англ. Country of particular concern, CPC) — статус, який Державний департамент США може привласнити державі, де здійснюються або не отримують належної реакції випадки особливо важких порушень права на свободу віросповідання. Акт про міжнародну релігійну свободу 1998 року (International Religious Freedom Act of 1998) встановлює в якості таких систематичні, постійні і кричущі порушення свободи релігії, такі як:
- Тортури, а також жорстоке, нелюдське і принизливе поводження;
- Тривале позбавлення волі без пред'явлення звинувачень;
- Викрадення або таємні арешти, результатами яких стає зникнення людей;
- Інші кричущі випадки відмови в праві на життя, свободу або безпеку.

Повноваження наділяти країни статусом CPC має державний секретар США. Рішення про внесення держав у цей список приймаються виходячи з звіту про стан релігійної свободи в світі, який публікується щорічно Комісією США з міжнародної релігійної свободи (United States Commission on International Religious Freedom, USCIRF) до країн, що викликають особливу стурбованість, можуть бути застосовані методи санкцій впливу: дипломатичні запити, дипломатичні протести, офіційні публічні протести, демарші, засудження в рамках багатосторонніх форумів, затримка або скасування культурних або наукових контактів, затримка або скасування робочих, офіційних або державних візитів, скорочення певних фондів допомоги, припинення роботи певних фондів допомоги, введення цільових торгових санкцій, введення широких торговельних санкцій та відкликання голови дипломатичної місії.
Станом на 18 грудня 2018 року, як CPC позначені наступні держави:
- Бірма
- КНР
- Еритрея
- Іран
- КНДР
- Пакистан
- Судан
- Таджикистан
- Саудівська Аравія
- Туркменістан

Проте, в списку країн, які USCIRF рекомендує до включення в перелік CPC, присутні також  ЦАР, Нігерія, Росія, Сирія, Узбекистан і В'єтнам.

#### Ресурси Інтернету
- Текст Акту про міжнародну релігійну свободу 1998 року на сайті Державного департаменту США [Архівовано 11 травня 2019 у Wayback Machine.]
- Офіційний сайт USCIRF [Архівовано 27 грудня 2018 у Wayback Machine.]